# 書肺

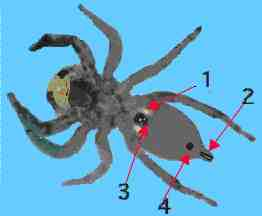
標序為1的地方是書肺

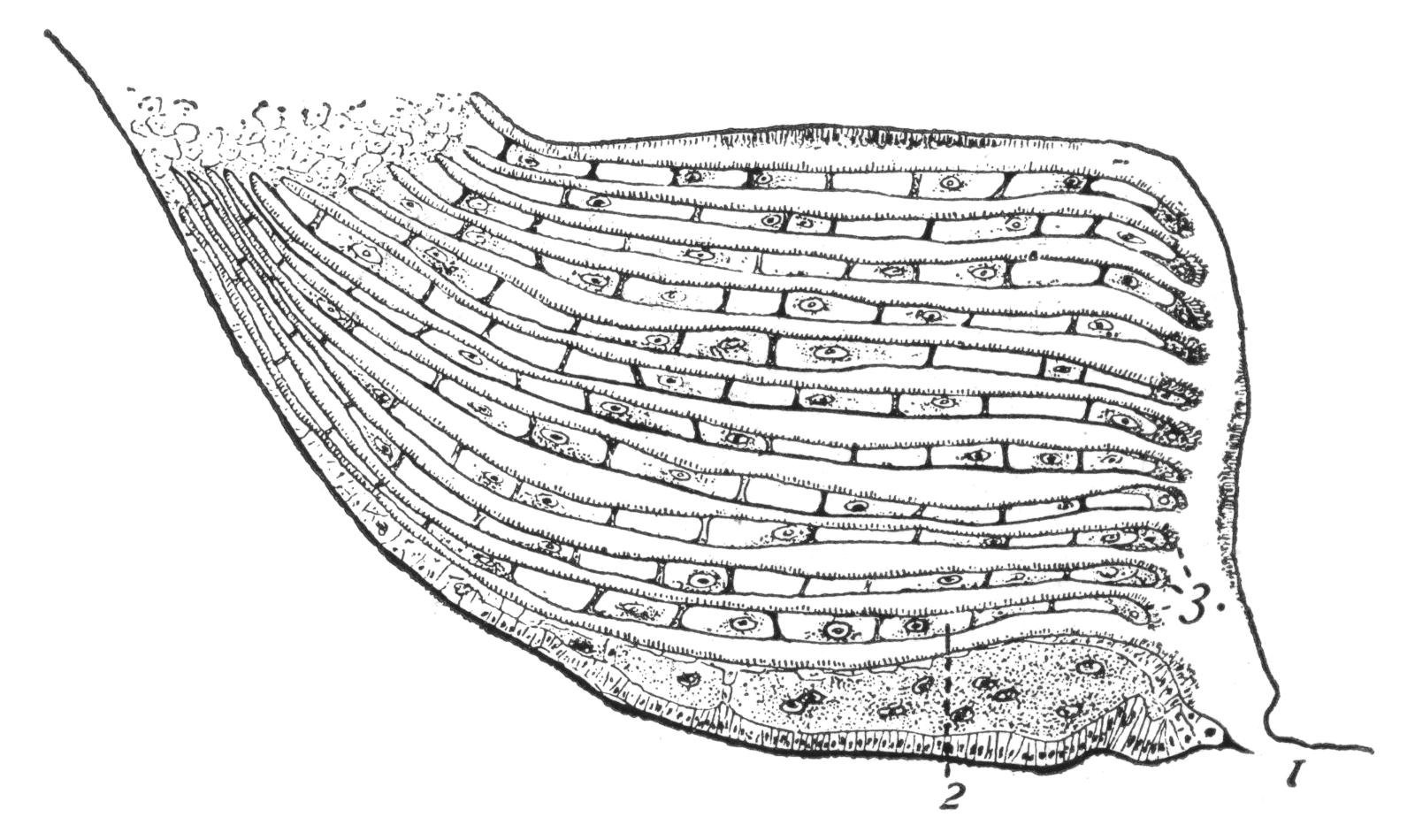
蜘蛛的書肺

蜘蛛的書肺（圖中粉色區域）

書肺是一種常見於蛛形綱生物腹部內充氣腔的呼吸器官。書肺的歷史可追溯到4.1億年前，見於已滅絕保存在蘇格蘭的萊尼燧石中的trigonotarbid生物中。這些泥盆紀化石的書肺很難於現代生物的肺區分。 而關於蛛形綱生物的最大爭議之一就是它們的共同祖先是否發展出了書肺。
估計書肺是從書鰓演變出來，而書鰓現時仍然存在於鱟內。

## 結構與功能
書肺雖然有“肺”之稱，但其實與脊椎動物的肺並無聯繫，只是因為功能相似而得名。大多數蜘蛛只有一對書肺，而蝎子一般有四對,也有无書肺的蛛形綱生物。
“書”一名則來自書肺中的氣袋和血淋巴形成的組織。 這些褶皺使暴露在空氣中的表面最大化，從而提升與環境交換的氣體量。在大多數物種中，書肺不需要板的運動來促進呼吸。